# Sterławki Wielkie (gromada)
Sterławki Wielkie – dawna gromada, czyli najmniejsza jednostka podziału terytorialnego Polskiej Rzeczypospolitej Ludowej w latach 1954–1972.
Gromady, z gromadzkimi radami narodowymi (GRN) jako organami władzy najniższego stopnia na wsi, funkcjonowały od reformy reorganizującej administrację wiejską przeprowadzonej jesienią 1954 do momentu ich zniesienia z dniem 1 stycznia 1973, tym samym wypierając organizację gminną w latach 1954–1972.
Gromadę Sterławki Wielkie z siedzibą GRN w Sterławkach Wielkich utworzono – jako jedną z 8759 gromad na obszarze Polski – w powiecie giżyckim w woj. olsztyńskim na mocy uchwały nr 13 WRN w Olsztynie z dnia 4 października 1954. W skład jednostki weszły obszary dotychczasowych gromad Jeziorko, Kronowo, Orło, Sterławki Małe i Sterławki Wielkie ze zniesionej gminy Sterławki Wielkie w tymże powiecie. Dla gromady ustalono 15 członków gromadzkiej rady narodowej.
31 grudnia 1967 z gromady Sterławki Wielkie wyłączono część obszaru jeziora Guber (77 ha) oraz części obszarów PGR Głąbowo, PGR Canki, PGL nadleśnictwo Ryn i jeziora Orło (razem 468 ha), włączając je do gromady Ryn w tymże powiecie; do gromady Sterławki Wielkie włączono natomiast część obszaru PGL nadleśnictwo Ryn (133 ha) z gromady Ryn.
Gromadę zniesiono 22 grudnia 1971, a jej obszar włączono do gromad Ryn (miejscowości Grzybowo, Jeziorko, Kronowo, Orło, Sterławki Wielkie i Sterławki Szlacheckie) i Wilkasy (miejscowości Srebrna Góra i Sterławki Małe) w tymże powiecie.